# L'Amour qu'il faut aux femmes
Pour plus de détails, voir Fiche technique et Distribution.
L'Amour qu'il faut aux femmes est un film franco-allemand réalisé par Adolf Trotz et sorti en 1934.

## Fiche technique
- Réalisation : Adolf Trotz
- Scénario : Willy Haas, d'après l’œuvre de Theodore H. Van de Velde
- Photographie : Georg Krause
- Producteur : Jacob Brodsky
- Format :  Noir et blanc - 1,33:1 - 35 mm - son mono
- Genre : Comédie
- Durée : 80 minutes
- Date de sortie : France - 2 mars 1934

## Distribution
- Max Maxudian : Le docteur
- Georges Charlia
- Gina Manès
- Raymond Maurel
- Germaine Aussey
- Pierre Magnier
- Olga Tschechowa
- Michèle Béryl : Jeune fille
- Mila Parély : Jeune fille